# Четверта битва за Брегу
Четверта битва за Брегу — одна із битв під час громадянської війни в Лівії.

## Хронологія
Датою закінчення патової військової ситуації можна вважати 13 липня, коли загони ПНР почали новий наступ у напрямку Бреги. Окремі ЗМІ вже 16-20 липня повідомляли про перемогу бійців ПНР в Брезі, однак ледь розпочавшись, наступ зіткнувся з проблемою розмінування місцевості, тим більше що для розмінування в сил революціонерів не було ні достатньої кількості інженерів, ні спеціальної техніки. Надалі Аль-Джазіра повідомила з посиланням на інженерів, що між Адждабією і Сиртом (переважно в районі Бреги) знаходилося приблизно 60 тисяч мін, з яких станом на 22 вересня, знешкоджено було тільки 21 тисяча. Таким чином, темп настання різко знизився, а інформація з фронту надходила вкрай рідко. З іншого боку, війська Каддафі, які були мішенню для авіації НАТО, також були позбавлені маневру. Давали про себе знати і втрати в важкої техніки (до червня-липня 2011 року активність танків військ Каддафі, які стали мішенню для авіації НАТО, значно знизилася), проте вони компенсувалися активністю артилерії військ Каддафі, яка залишалася активної на всіх фронтах.
28 липня 2011 року при нез'ясованих обставинах був убитий начальник штабу військ революціонерів Абдул Фатах Юніс. Він був відкликаний у Бенгазі з ділянки бойових дій у міста Брега. За словами глави Національної перехідної ради (НПР) Мустафи Абдель-Джаліля, Юніс повинен був доповісти про поточну ситуацію. По дорозі Юніс і ще два які супроводжували його офіцера, були вбиті. З чуток, воєначальника везли в Бенгазі для допиту за підозрою у зв'язках з Каддафі. Глава НПР заявив, що смерть Юніса — справа рук найманців Каддафі, які проникли в ряди революціонерів.. Надалі з'явилася непідтверджена інформація, що замовників, а потім і виконавців вбивства вдалося знайти, але їхні імена не називалися на увазі небезпеки ескалації міжплемінних конфліктів.
11 серпня — представник революціонерів Мухаммед аль-Раджали заявив інформаційному агентству Associated Press, що силам ПНР вдалося взяти Брегу. При цьому він уточнив, що бої триває в промисловій зоні міста, де знаходяться підприємства по переробці нафти.
12 серпня — державне телебачення Лівії підтвердило факт контролю революціонерами Третього житлового масиву міста, проте заявило, що війська Каддафі, як і раніше контролюють західну частину Бреги.
14 серпня — з'явилися повідомлення про взяття території університету і Другого житлового масиву Брегі революціонерами, однак повідомляється і про великі втрати серед них.
15 серпня — повідомляється про боях армії ПНР з військами Каддафі біля нафтопереробного комплексу Бреги. Напередодні війська Каддафі, за словами революціонерів, підірвали нафтовий танкер в порту Бреги.
16 серпня — війська Каддафі вперше з початку громадянської війни застосували ракети. Повідомляється, що ракета була запущена за 80 кілометрів на схід від Сирта і впала в пустелі, поблизу від Бреги. Жертв немає.
19 серпня — загони армії ПНР взяли під контроль Брегу і всі її стратегічні об'єкти, про це повідомив військовий представник ПНР Ахмед Бані.
21 серпня — телеканал Аль-Арабія повідомив, що сили Каддафі між Брегою і Сиртом ведуть переговори і готові здатися революціонерам. Тим не менше, і після цього бої на Східному фронті тривали.
22 серпня — Аль-Джазіра підтвердила, що революціонери контролюють нафтової комплекс Бреги і все місто, а війська Каддафі відступили в напрямку Башира за 25 км від Бреги